# T Ursae Majoris
T Ursae Majoris är en pulserande variabel av Mira Ceti-typ  i stjärnbilden Stora björnen.  Variationerna upptäcktes av den tyske astronomen Karl Ludwig Hencke 1856.
Stjärnan varierar mellan magnitud +6,6 och 13,5 med en period av 256,6 dygn.